# The Amityville Haunting

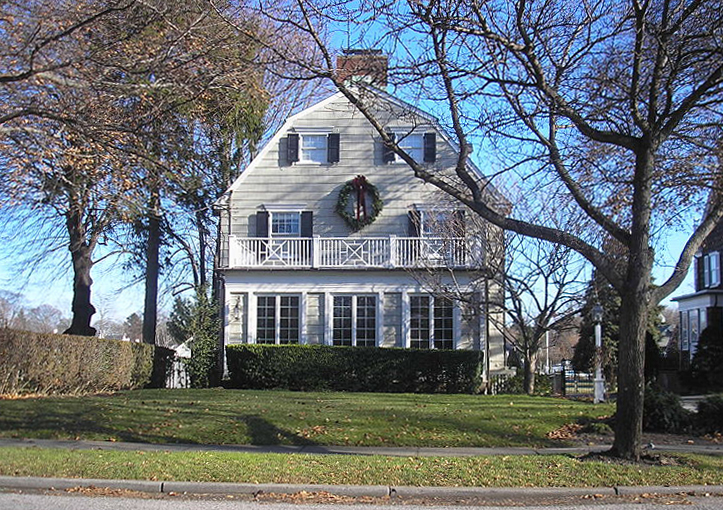
Casa de inspiração para o filme The Amityville Horror, construída por volta de 1924, na 112 Ocean Avenue, Amityville, Nova York, Estados Unidos

The Amityville Haunting é um filme de terror de 2011 lançado diretamente em vídeo em 13 de dezembro de 2011. O filme é inspirado no livro de 1977 The Amityville Horror. O filme foi produzido pela The Asylum e Taut Productions.
O filme é dirigido por Geoff Meed e estrelado por Tyler Shamy, Devin Clark e Jon Kondelik, todos os quais não são creditados. O slogan é "A família não sobreviveu. Mas as gravações sim." Ele alega ser baseado em "imagens encontradas reais que documentam as experiências horripilantes de uma família que se mudou para a infame casa mal-assombrada."
Embora o cartaz tenha as tradicionais janelas de um quarto de volta e o telhado gambrel da 112 Ocean Avenue, eles nunca são vistos na tela.

## Enredo
De mudança para lidar com os problemas da adolescente Lori (Nadine Crocker), a família Benson decide comprar a famigerada casa de Amityville, conhecida por ter sido palco de diversos assassinatos misteriosos. Apesar do ceticismo inicial, macabros eventos se passam na casa, começando pela morte do corretor de imóveis e de um dos ajudantes da mudança. Diante de vários fenômenos paranormais, o patriarca Douglas (Jason Williams) instala câmeras na casa e usa todo tipo de aparatos religiosos para tentar espantar os maus espíritos. Não obtendo sucesso, a vida de todos em família - a esposa,Virginia (Amy Van Horne) e os filhos Tyler (Devin Clark), Melanie (Gracie Largent) e Lori - segue em grave perigo.

## Elenco
- Jason Williams como Douglas Benson
- Amy Van Horne como Virginia Benson
- Devin Clark como Tyler Benson
- Nadine Crocker como Lori Benson
- Gracie Largent como Melanie Benson
- Lucas Barnett como Ronald DeFeo, Jr. / Fantasma
- Tyler Shamy como Greg
- John Kondelik como Brett
- Alexander Rzechowicz como Donny Redd

## Produção
Amityville Haunting recebeu críticas negativas dos críticos. Um escritor do Horrornews.net o chamou de "simplesmente um filme ruim, sem nenhuma oferta para os telespectadores", criticando os truques assustadores de baixo orçamento e sua falsa publicidade como "Realidade encontrada nas filmagens".